# Fraveggio
Fraveggio è una frazione del comune di Vallelaghi in provincia autonoma di Trento.

## Storia
Fraveggio è stato un comune italiano istituito nel 1920 in seguito all'annessione della Venezia Tridentina al Regno d'Italia. Nel 1928 è stato aggregato al comune di Vezzano.

## Monumenti e luoghi d'interesse
- Chiesa di San Bartolomeo, chiesa parrocchiale